# Armee-Abteilung
Een Armee-Abteilung (Nederlands: Leger detachement) was in de Wehrmacht een eenheid die in grootte tussen een legerkorps en een leger viel. 

## Vorming/oprichting
Tijdens de Tweede Wereldoorlog was het in bepaalde situaties noodzakelijk om meerdere korpsen van het leger of zelfs restanten van eenheden te combineren zonder een legerstaf met bijbehorende legertroepen en beschikbare commandomiddelen. De aldus gevormde Armee-Abteilungen kregen vervolgens de naam van de commandant, de plaats van actie of zelfs een enkele letter mee. In tegenstelling tot een Korpsgroep (Duits: Korpsgruppe), die over het algemeen ondergeschikt was aan een leger, werd de Armee-Abteilungen rechtstreeks geleid door een Legergroep (Duits: Heeresgruppe). Vanwege de geïmproviseerde verzorgings- en communicatieafdeklingen waren de Armee-Abteilungen meestal kleiner dan de typische legers. Langer bestaande Armee-Abteilungen werden meestal later “gepromoveerd” tot leger. Dit was bijvoorbeeld het geval met Armee-Abteilung Hollidt, die in de lente van 1943 omgedoopt werd in het (nieuwe) 6e Leger. En met Armee-Abteilung Lanz/Kempf, die het (nieuwe) 8e Leger werd. Daartegenover was de Armee-Abteilung A een regulier opgestelde eenheid, die in september 1939 ter verdediging van de westgrens bij Aken ingezet werd.
Toch bestonden de meeste Armee-Abteilungen relatief kort, van enkele weken tot enkele maanden.
De staven van de Armee-Abteilungen werden normalerwijze gevormd uit staven van een legerkorps, om daarmee troepen te kunne besturen tot de sterkte van twee legerkorpsen. 

## Armee-Abteilungen
De volgende Armee-Abteilungen zijn tijdens de Tweede Wereldoorlog in actie geweest:
- Armee-Abteilung A
- Armee-Abteilung Fretter-Pico
- Armee-Abteilung Grasser
- Armee-Abteilung Hollidt
- Armee-Abteilung Kempf
- Armee-Abteilung Kleffel
- Armee-Abteilung Lanz
- Armee-Abteilung von Lüttwitz
- Armee-Abteilung Narvik
- Armee-Abteilung Narwa
- Armee-Abteilung Samland
- Armee-Abteilung Serbien
- Armee-Abteilung Steiner
- Armee-Abteilung Straube
- Armee-Abteilung von Zangen